# Pierrefitte (Vosges)
Pierrefitte település Franciaországban, Vosges megyében. Lakosainak száma 126 fő (2022. január 1.). Pierrefitte Les Ableuvenettes, Escles, Légéville-et-Bonfays, Lerrain, Pont-lès-Bonfays és Ville-sur-Illon községekkel határos.

## Népesség
A település népességének változása:
| Lakosok száma | 125  | 137  | 131  | 123  | 116  | 118  | 117  | 117  | 126  |
|               | 2013 | 2015 | 2016 | 2017 | 2018 | 2019 | 2020 | 2021 | 2022 |